# Chorągiew Wielkopolska ZHP

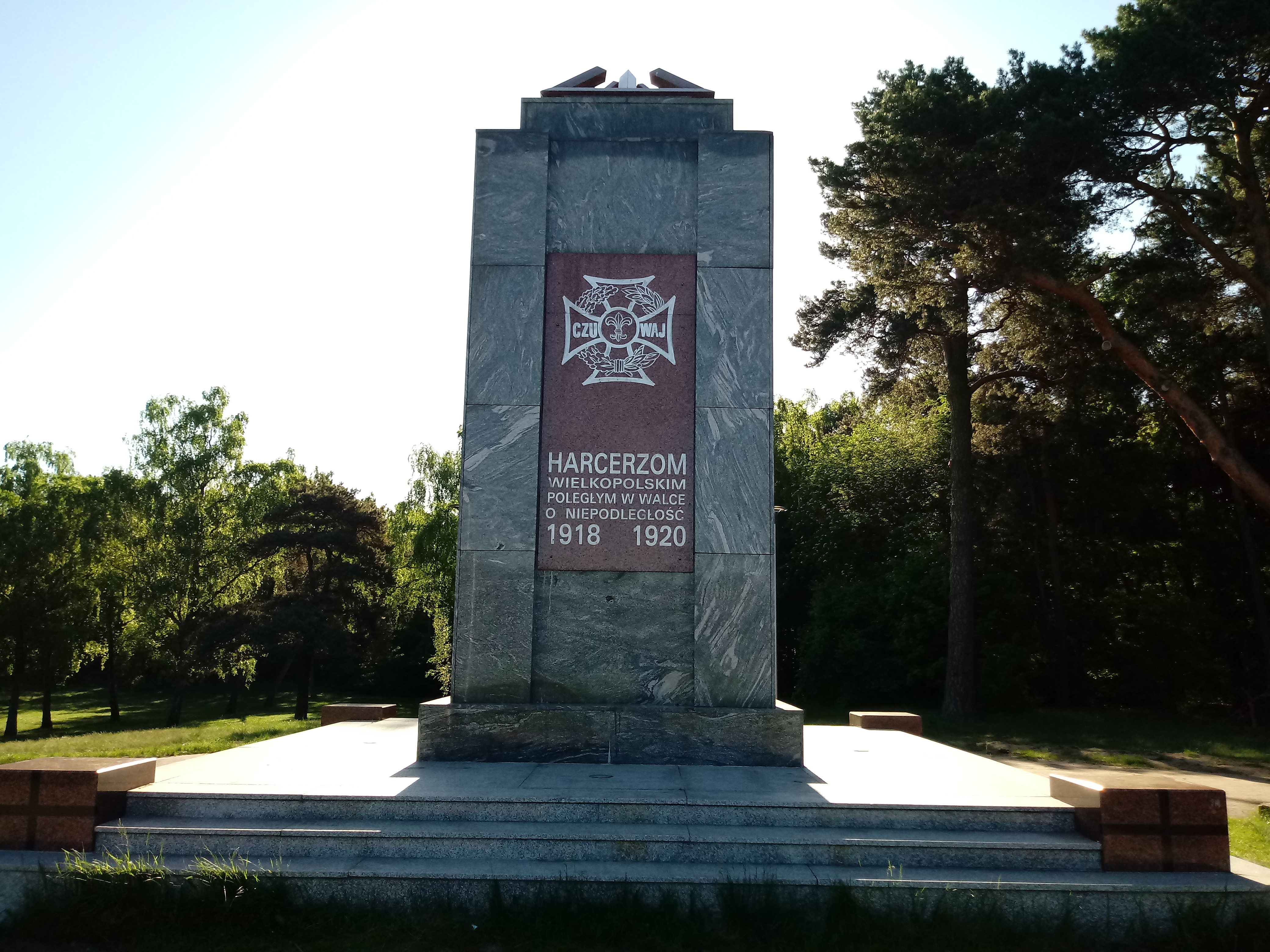
Pomnik Harcerzy na Malcie w Poznaniu

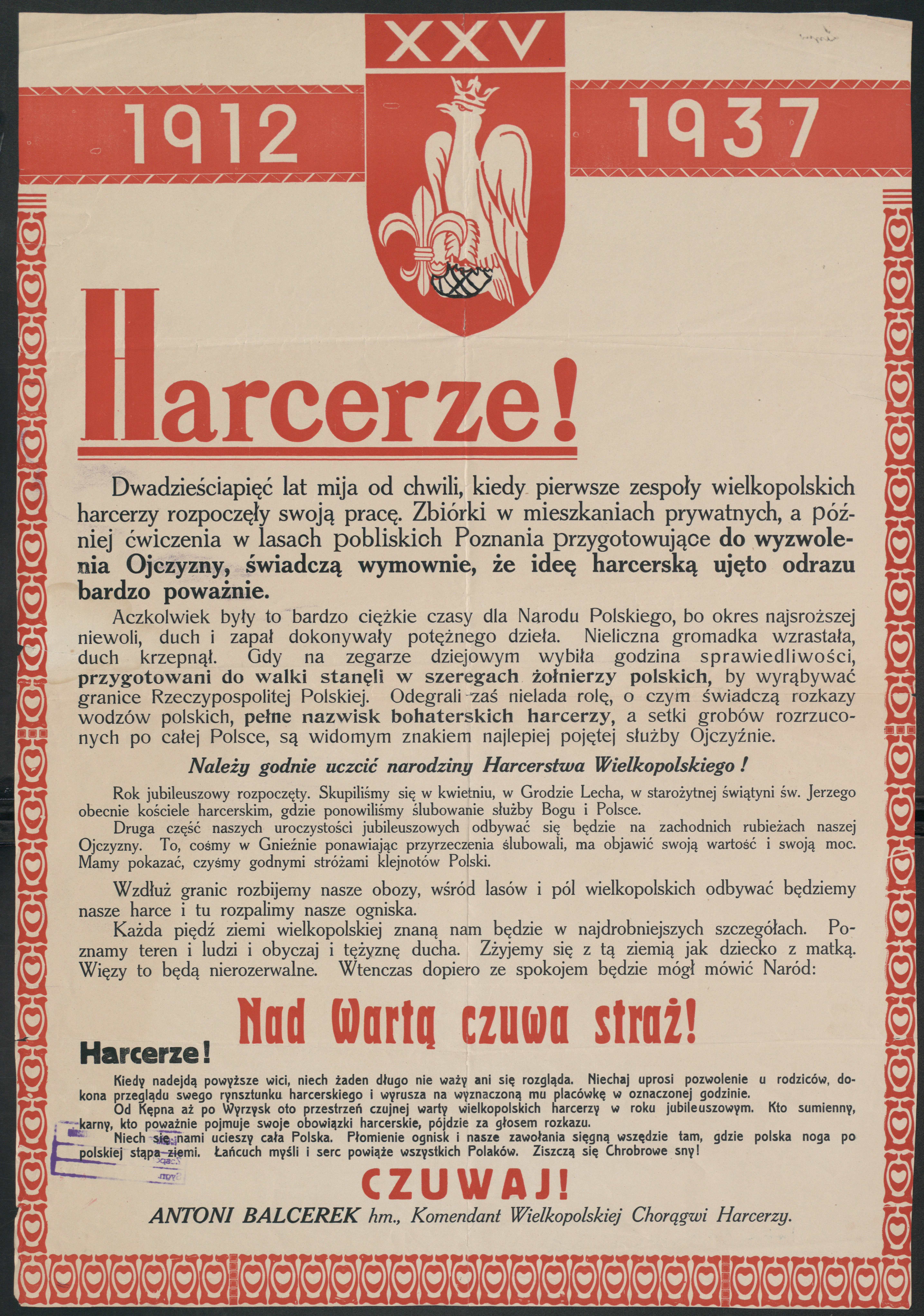
Harcerze! Odezwa do harcerzy wzywająca do upamiętnienia 25 rocznicy Harcerstwa Wielkopolskiego z 1937 r. (ze zbiorów Archiwum Państwowego w Poznaniu)

Chorągiew Wielkopolska ZHP im. Powstańców Wielkopolskich 1918–19 – jednostka terenowa Związku Harcerstwa Polskiego, działająca na terenie województwa wielkopolskiego. Siedzibą władz chorągwi jest Poznań. W 2024 chorągiew tworzyło 36 hufców, działających na terenie poszczególnych powiatów.

## Początki działalności harcerskiej w Wielkopolsce
Zainteresowanie skautingiem w Wielkopolsce datowane jest na początek 1912, kiedy kierownictwo „Sokoła” zwróciło się do Naczelnictwa we Lwowie o przysłanie do Poznania doświadczonych instruktorów, którzy przeprowadziliby kurs harcerski. Kurs taki odbył się na przełomie sierpnia i września 1912 i przeprowadzony został przez Jerzego Grodyńskiego i Tadeusza Strumiłło. Pierwszy zastęp skautowy zorganizował Cezary Jindra, członkowie zastępu złożyli Przyrzeczenie 17 października 1912. W tym czasie powstała pierwsza drużyna, wyrastająca na gruncie zastępu "Poznań" (obecnie 2 PDH "Komandorzy" im. Kazimierza Wielkiego). Równolegle 1 lutego 1913 roku powstaje na Wildzie drużyna im. Leszka Białego (obecnie 10 PDH "Szpon" im. Leszka Białego), której drużynowym został Antoni Wysocki. Pod koniec grudnia 1913 roku utworzono hufce „Piast” i „Zorza”.
Równolegle nowopowstałym ruchem zainteresowały się dziewczęta wielkopolskie. W tworzenie tego ruchu włączył się dr Ksawery Zakrzewski, wchodzący w skład Poznańskiej Komendy Skautowej (PKS). W maju 1913 roku wystosował list do Naczelnej Komendy Skautowej we Lwowie z prośbą o przysłanie do Poznania instruktorki, która wprowadziłaby dziewczęta w tajniki metody skautowej. Jadwiga Falkowska przeprowadziła więc szkolenie dla przyszłych kierowniczek drużyn oraz kilkanaście zbiórek instruktażowych. Na skutek podjętych działań, 29 listopada 1912 roku powołano Pierwszy Zastęp Skautowy Żeński w Poznaniu imienia Emilii Plater. W jego skład weszło 15 dziewcząt.

## Harcerze w powstaniu wielkopolskim
W grudniu 1916 powstała Główna Kwatera Skautowa na Rzeszę Niemiecką z siedzibą w Poznaniu, obejmująca swym zasięgiem Wielkopolskę, Pomorze, Kujawy oraz polskie środowiska w Berlinie i Westfalii. Jednym z pierwszych zadań nowopowstałej organizacji było formalne zarejestrowanie drużyn oraz rozpoczęcie wydawania miesięcznika "Ruch skautowy". Wzrastające nastroje niepodległościowe wśród społeczeństwa znalazły odzwierciedlenie w działalności skautów. Drużyny położyły większy nacisk na szkolenia o charakterze wojskowym oraz udział w manifestacjach patriotycznych. Pogłębiający się kryzys materialny wśród społeczeństwa, także znalazł odzwierciedlenie w działalności skautowej. Członkowie drużyn, którzy ze względu na stan materialny swoich rodzin musieli pracować, otrzymywali wsparcie w postaci bezpłatnych badań lekarskich, czy ulgi w opłatach na rzecz organizacji. Skauci podejmowali także wiele form zarobkowych - tworzyli zabawki, pocztówki okolicznościowe, flagi państwowe, co zasilało wspólną kasę i pozwalało na zakup sprzętu obozowego, czy elementów umundurowania.
Równolegle do Głównej Kwatery Skautowej na Rzeszę Niemiecką, powstało w 1915 roku Naczelnictwo Żeńskich Drużyn Skautowych. W jego skład weszły przedstawicielki wszystkich drużyn na terenie Poznania oraz Wielkopolski. Z pomocą Naczelnictwa, udało utworzyć się drużyny żeńskie w Ostrówie Wielkopolskim, Gnieźnie, Pleszewie, Inowrocławiu, czy Zaniemyślu. Do 1918 roku, ze względu na brak kadry kierowniczej, nie powstawały nowe drużyny, zaś istniejące rozwijały się i rosły w siłę.
Drużyny skautowe były prześladowane przez władze zaboru i musiały działać nielegalnie. W maju 1918 roku wydano rozkaz o zakazie działalności skautowej, polecono rozwiązać drużyny i zawiesić ich pracę. Wiele z nich pomimo tego, działało konspiracyjnie. 
Organizacja wzięła czynny udział w zwycięskim powstaniu wielkopolskim 1918–1919.  Skauci i skautki wielkopolski weszli przede wszystkim w skład 1 Kompanii Skautowej i 1 Pułku Strzelców Wielkopolskich pod dowództwem Wincentego Wierzejewskiego. Jednym z największych sukcesów poznańskich skautów, był nocny atak na Port Lotniczy Ławica, który zapobiegł zniszczeniu samolotów i zapasów przez niemieckich lotników. 

## II Rzeczpospolita
Z Naczelnictwa Harcerskich Drużyn Wielkopolskich, utworzonego w miejsce Głównej Kwatery Skautowej na Rzeszę Niemiecką, w 1920 powstała Chorągiew Poznańska, przemianowana w 1935 na Chorągiew Wielkopolską. Struktury ZHP w Poznaniu rozbudowywali w latach trzydziestych aktywiści tacy jak Tadeusz Zieliński, Janusz Rydlewicz czy Marian Mendelak.

## Szare Szeregi – ZHP w czasie II wojny światowej
Harcerze wielkopolscy wzięli udział w obronie kraju we wrześniu 1939, wielu walczyło na froncie, a nie zmobilizowani uczestniczyli w obronie miast. Poznański instruktor hm. Florian Marciniak został pierwszym Naczelnikiem Szarych Szeregów – ZHP w konspiracji, a Komenda Chorągwi Wielkopolskiej przekształciła się w konspiracyjny Ul „Przemysław”.

## Działalność po II wojnie światowej
Pierwsza po Łódzkim Zjeździe Działaczy Harcerskich konferencja instruktorów Chorągwi Wielkopolskiej odbyła się 17 lutego 1957. Do najważniejszych przedsięwzięć programowych tego okresu należała akcja „Konin” w latach 1963–1964 i akcja „Trzcianka” (1965 i 1970). W grudniu 1968 chorągiew otrzymała imię Powstańców Wielkopolskich 1918–1919, nadane w 50 rocznicę wybuchu powstania. W 1975, w związku z reformą administracyjną kraju, Chorągiew Wielkopolską podzielono na pięć jednostek: Chorągiew Poznańską im. Powstańców Wielkopolskich 1918/19, która kontynuowała tradycje i dorobek poprzedniczki, Chorągiew Kaliską im. Marii Konopnickiej, Chorągiew Konińską im. Budowniczych Zagłębia Konińskiego, Chorągiew Leszczyńską im. Ludowego Lotnictwa Polskiego i Chorągiew Pilską im. Zdobywców Wału Pomorskiego.

## Chorągiew Wielkopolska współcześnie
Ponowne powstanie jednej Chorągwi Wielkopolskiej, obejmującej teren historycznej Wielkopolski, nastąpiło w sierpniu 1992, w trakcie Jubileuszowego Zlotu 80-lecia Harcerstwa Wielkopolskiego w Poznaniu na Malcie.
Chorągiew była inicjatorem programu ZHP „Moje Ojczyzny”, który realizowany był w latach 1994–2000. Przy bardzo dużym udziale chorągwi odbył się także Światowy Zlot Harcerstwa Polskiego „Gniezno 2000”.
W 2002 r. chorągiew obchodziła 90 lat harcerstwa w Wielkopolsce, jubileuszowym zlotem w Poznaniu na Malcie, a w 2012 zlotem z okazji 100-lecia harcerstwa w Wielkopolsce, który odbył się w Ostrowie Wielkopolskim. W 2002 r. Komenda Chorągwi Wielkopolskiej została wyróżniona statuetką „Dobosz Powstania Wielkopolskiego”, przyznawaną przez Zarząd Główny Towarzystwa Pamięci Powstania Wielkopolskiego 1918/1919.
W dniach 15–17 lutego 2019 pod hasłem „W przyszłość, krokiem wolności” odbył się w Poznaniu Zlot Chorągwi Wielkopolskiej ZHP, zorganizowany z okazji 100-lecia powstania wielkopolskiego, z udziałem m.in. przewodniczącego ZHP hm. Dariusza Supła i naczelniczki ZHP hm. Anny Nowosad.
Od wielu lat Chorągiew Wielkopolska współpracuje z wieloma organizacjami skautowymi świata, zrzeszonym w WOSM i WAGGGS.
Stan organizacyjny Chorągwi wynosił:
- 14 520 osób na dzień 1 stycznia 2004,
- 14 586 osób na dzień 1 stycznia 2006,
- 12 750 osób na dzień 1 stycznia 2008,
- 12 249 osób na dzień 1 stycznia 2009,
- 11 030 osób na dzień 31 grudnia 2010,
- 12 699 osób na dzień 1 października 2020,
- 13 326 osób na dzień 27 stycznia 2024[9].

## Przewodniczący Rady Chorągwi
- hm. Zbigniew Pilarczyk (19 maja 2006 – 11 grudnia 2010)
- hm. Grzegorz Olejniczak (11 grudnia 2010 – 8 listopada 2014)
- hm. Rafał M. Socha (od 8 listopada 2014, ponownie wybrany 17 listopada 2018 i 19 listopada 2022)

## Komendanci Chorągwi[10]

### Komendanci Chorągwi Harcerzy
- phm. Walerian Sikorski (1920–1921)
- phm. Wincenty Wierzejewski (1921–1923)
- phm. Mieczysław Wasilewski (1923–1925)
- phm. Mieczysław Stabrowski (1925–1926)
- phm. Henryk Śniegocki (1926–1928)
- hm. Karol Stojanowski (1928 – marzec 1928)
- hm. Mieczysław Stabrowski (marzec-listopad 1928)
- hm. Karol Stojanowski (listopad 1928 – 1929)
- hm. Władysław Czaniecki (1929–1935)
- hm. Antoni Balcerek (1935–1939)
- hm. Franciszek Laurentowski (1939 – sierpień 1939)
- II wojna światowa – działalność konspiracyjna jako Szare Szeregi – Ul „Przemysław” (1939–1945)
- phm. Wincenty Zyffert (1945–1946)
- hm. Mieczysław Stabrowski (1946–1947)
- hm. Stefan Trzewikowski (1947 – 15 grudnia 1947)
- hm. Czesław Karcz (1947–1949)
- połączenie Chorągwi Harcerzy i Chorągwi Harcerek (1949)

### Komendantki Chorągwi Harcerek
- phm. Zofia Przybylska (1920)
- phm. Władysława Keniżanka (1921–1923)
- phm. Barbara Łazarewiczówna (1923)
- phm. Bożena Tucholska (1924–1925)
- Marcela Gosiecka (1925–1931)
- hm. Agnieszka Kossobudzka (1931–1932)
- hm. Wisława Szafranówna (1932–1933)
- hm. Alina Ratajczakowa (1933 – wrzesień 1933)
- hm. Włodzimira Antoszewska (1933–1934)
- phm. Ludmiła Borysówna (1934 – maj 1934)
- phm. Jadwiga Stasiewska (maj 1934 – listopad 1934)
- hm. Aniela Hołdzianka (1934–1938)
- phm. Stanislawa Kaplańska (1938–1939)
- hm. Zofia Pawłowska (1939 – sierpień 1939)
- II wojna światowa – działalność konspiracyjna
- hm. Seweryna Cieślarczyk (1945–1946)
- hm. Maria Fidler (1946-?)
- hm. Helena Tadeuszak (?–1949)
- połączenie Chorągwi Harcerzy i Chorągwi Harcerek (1949)

### Komendanci Chorągwi
- hm. Czesław Karcz (1949–1950)
- bezprawne wcielenie ZHP w struktury Związku Młodzieży Polskiej (1950–1956)
- hm. Jan Wojtaszek (1957 – 15 marca 1957)
- hm. Franciszek Laurentowski (1957–1958)
- hm. Czesław Żakowski (1958–1962)
- hm. Jan Szajek (1962–1964)
- hm. Teresa Bloch (1964–1965)
- hm. Wiesław Bogusławski (1965–1970)
- hm. Bogdan Siciarz (1970–1974)
- hm. Ryszard Wosiński (1975–1981)
- hm. Andrzej Simon (1981–1985)
- hm. Włodzimierz Warchalewski (1985–1990)
- hm. Jacek Korzeniowski (1990–1991)
- hm. Jarosław Rura (1991 – 8 listopada 2014)
- hm. Tomasz Kujaczyński (8 listopada 2014 – 19 listopada 2022)
- hm. Maciej Siwiak (od 19 listopada 2022)